# Fußball-Weltmeisterschaft 1958/Gruppe 2
| Pl. | Land        | Sp. | S | U | N | Tore    | Diff. | Punkte |
| --- | ----------- | --- | - | - | - | ------- | ----- | ------ |
| 1.  | Frankreich  | 3   | 2 | 0 | 1 | 011:700 | +4    | 04:20  |
| 2.  | Jugoslawien | 3   | 1 | 2 | 0 | 007:600 | +1    | 04:20  |
| 3.  | Paraguay    | 3   | 1 | 1 | 1 | 009:120 | −3    | 03:30  |
| 4.  | Schottland  | 3   | 0 | 1 | 2 | 004:600 | −2    | 01:50  |

Gruppe 2 der Fußball-Weltmeisterschaft 1958:

## Frankreich – Paraguay 7:3 (2:2)
| Frankreich                                            | Frankreich | Paraguay | Paraguay |
| ----------------------------------------------------- | --- | --- | -------- |
| Frankreich                                            | \| 1. Gruppenspiel \| \| 8. Juni 1958 um 19:00 Uhr in Norrköping (Idrottspark) \| \| Zuschauer: 16.518 \| \| Schiedsrichter: Juan Gardeazábal ( Spanien) \| \| Spielbericht \|                                     | \| 1. Gruppenspiel \| \| 8. Juni 1958 um 19:00 Uhr in Norrköping (Idrottspark) \| \| Zuschauer: 16.518 \| \| Schiedsrichter: Juan Gardeazábal ( Spanien) \| \| Spielbericht \|                                                          | Paraguay |
| Frankreich                                            | François Remetter – Raymond Kaelbel, André Lerond – Robert Jonquet, Jean-Jacques Marcel, Armand Penverne – Just Fontaine, Raymond Kopa, Roger Piantoni, Jean Vincent, Maryan Wisnieski Cheftrainer: Albert Batteux | Ramón Mayeregger – Edelmiro Arévalo, Ignacio Achúcarro, Agustín Miranda – Salvador Villalba – Juan Bautista Agüero, José Parodi, Jorge Lino Romero, Florencio Amarilla, Juan Vicente Lezcano, Cayetano Ré Cheftrainer: Aurelio González | Paraguay |
| Frankreich                                            | 1:1 Fontaine (24.) 2:1 Fontaine (30.) 3:3 Piantoni (52.) 4:3 Wisnieski (61.) 5:3 Fontaine (67.) 6:3 Kopa (70.) 7:3 Vincent (83.)                                                                                   | 0:1 Amarilla (20.) 2:2 Amarilla (44., Foulelfmeter) 2:3 Romero (50.) | Paraguay |
| 1. Gruppenspiel                                       | | |          |
| 8. Juni 1958 um 19:00 Uhr in Norrköping (Idrottspark) | | |          |
| Zuschauer: 16.518                                     | | |          |
| Schiedsrichter: Juan Gardeazábal ( Spanien)           | | |          |
| Spielbericht                                          | | |          |

## Jugoslawien – Schottland 1:1 (1:0)
| Jugoslawien                                        | Jugoslawien | Schottland | Schottland |
| -------------------------------------------------- | --- | --- | ---------- |
| Jugoslawien                                        | \| 1. Gruppenspiel \| \| 8. Juni 1958 um 19:00 Uhr in Västerås (Arosvallen) \| \| Zuschauer: 9.591 \| \| Schiedsrichter: Paul Wyssling ( Schweiz) \| \| Spielbericht \|                                                                   | \| 1. Gruppenspiel \| \| 8. Juni 1958 um 19:00 Uhr in Västerås (Arosvallen) \| \| Zuschauer: 9.591 \| \| Schiedsrichter: Paul Wyssling ( Schweiz) \| \| Spielbericht \|                 | Schottland |
| Jugoslawien                                        | Vladimir Beara – Vasilije Šijaković, Tomislav Crnković, Dobrosav Krstić – Branko Zebec, Vujadin Boškov – Miloš Milutinović, Aleksandar Petaković, Todor Veselinović, Dragoslav Šekularac, Zdravko Rajkov Cheftrainer: Aleksandar Tirnanić | Tommy Younger – Eric Caldow, John Hewie, Eddie Turnbull, Bobby Evans – Doug Cowie – Graham Leggat, Jimmy Murray, Jackie Mudie, Bobby Collins, Stewart Imlach Cheftrainer: Dawson Walker | Schottland |
| Jugoslawien                                        | 1:0 Petaković (6.) | 1:1 Murray (49.) | Schottland |
| 1. Gruppenspiel                                    | | |            |
| 8. Juni 1958 um 19:00 Uhr in Västerås (Arosvallen) | | |            |
| Zuschauer: 9.591                                   | | |            |
| Schiedsrichter: Paul Wyssling ( Schweiz)           | | |            |
| Spielbericht                                       | | |            |

## Jugoslawien – Frankreich 3:2 (1:1)
| Jugoslawien                                         | Jugoslawien | Frankreich | Frankreich |
| --------------------------------------------------- | --- | --- | ---------- |
| Jugoslawien                                         | \| 2. Gruppenspiel \| \| 11. Juni 1958 um 19:00 Uhr in Västerås (Arosvallen) \| \| Zuschauer: 12.217 \| \| Schiedsrichter: Mervyn Griffiths ( Wales) \| \| Spielbericht \|                                                         | \| 2. Gruppenspiel \| \| 11. Juni 1958 um 19:00 Uhr in Västerås (Arosvallen) \| \| Zuschauer: 12.217 \| \| Schiedsrichter: Mervyn Griffiths ( Wales) \| \| Spielbericht \|                                         | Frankreich |
| Jugoslawien                                         | Vladimir Beara – Tomislav Crnković, Novak Tomić, Dobrosav Krstić – Branko Zebec, Vujadin Boškov – Miloš Milutinović, Aleksandar Petaković, Todor Veselinović, Dragoslav Šekularac, Zdravko Rajkov Cheftrainer: Aleksandar Tirnanić | François Remetter – Raymond Kaelbel, Roger Marche – Robert Jonquet, Jean-Jacques Marcel, Armand Penverne – Just Fontaine, Raymond Kopa, Roger Piantoni, Jean Vincent, Maryan Wisnieski Cheftrainer: Albert Batteux | Frankreich |
| Jugoslawien                                         | 1:1 Petaković (16.) 2:1 Veselinović (63.) 3:2 Veselinović (88.) | 0:1 Fontaine (4.) 2:2 Fontaine (85.) | Frankreich |
| 2. Gruppenspiel                                     | | |            |
| 11. Juni 1958 um 19:00 Uhr in Västerås (Arosvallen) | | |            |
| Zuschauer: 12.217                                   | | |            |
| Schiedsrichter: Mervyn Griffiths ( Wales)           | | |            |
| Spielbericht                                        | | |            |

## Paraguay – Schottland 3:2 (2:1)
| Paraguay                                               | Paraguay | Schottland | Schottland |
| ------------------------------------------------------ | --- | --- | ---------- |
| Paraguay                                               | \| 2. Gruppenspiel \| \| 11. Juni 1958 um 19:00 Uhr in Norrköping (Idrottspark) \| \| Zuschauer: 11.665 \| \| Schiedsrichter: Vincenzo Orlandini ( Italien) \| \| Spielbericht \|                                                    | \| 2. Gruppenspiel \| \| 11. Juni 1958 um 19:00 Uhr in Norrköping (Idrottspark) \| \| Zuschauer: 11.665 \| \| Schiedsrichter: Vincenzo Orlandini ( Italien) \| \| Spielbericht \|           | Schottland |
| Paraguay                                               | Samuel Aguilar – Edelmiro Arévalo, Ignacio Achúcarro, Eligio Echagüe – Salvador Villalba – Juan Bautista Agüero, José Parodi, Jorge Lino Romero, Florencio Amarilla, Juan Vicente Lezcano, Cayetano Ré Cheftrainer: Aurelio González | Tommy Younger – Alex Parker, Eric Caldow, Eddie Turnbull, Bobby Evans – Doug Cowie – Graham Leggat, Jackie Mudie, Bobby Collins, Archie Robertson, Willie Fernie Cheftrainer: Dawson Walker | Schottland |
| Paraguay                                               | 1:0 Agüero (4.) 2:1 Ré (45.) 3:1 Parodi (73.) | 1:1 Mudie (24.) 3:2 Collins (76.) | Schottland |
| Paraguay                                               | Das 2:3 war das 500. WM-Tor | | Schottland |
| 2. Gruppenspiel                                        | | |            |
| 11. Juni 1958 um 19:00 Uhr in Norrköping (Idrottspark) | | |            |
| Zuschauer: 11.665                                      | | |            |
| Schiedsrichter: Vincenzo Orlandini ( Italien)          | | |            |
| Spielbericht                                           | | |            |

## Frankreich – Schottland 2:1 (2:0)
| Frankreich                                        | Frankreich | Schottland | Schottland |
| ------------------------------------------------- | --- | --- | ---------- |
| Frankreich                                        | \| 3. Gruppenspiel \| \| 15. Juni 1958 um 19:00 Uhr in Örebro (Eyravallen) \| \| Zuschauer: 13.554 \| \| Schiedsrichter: Juan Regis Brozzi ( Argentinien) \| \| Spielbericht \|                               | \| 3. Gruppenspiel \| \| 15. Juni 1958 um 19:00 Uhr in Örebro (Eyravallen) \| \| Zuschauer: 13.554 \| \| Schiedsrichter: Juan Regis Brozzi ( Argentinien) \| \| Spielbericht \|     | Schottland |
| Frankreich                                        | Claude Abbes – Raymond Kaelbel, André Lerond – Robert Jonquet, Jean-Jacques Marcel, Armand Penverne – Just Fontaine, Raymond Kopa, Roger Piantoni, Jean Vincent, Maryan Wisnieski Cheftrainer: Albert Batteux | Bill Brown – Eric Caldow, John Hewie, Eddie Turnbull, Bobby Evans – Dave Mackay – Sammy Baird, Jimmy Murray, Jackie Mudie, Bobby Collins, Stewart Imlach Cheftrainer: Dawson Walker | Schottland |
| Frankreich                                        | 1:0 Kopa (22.) 2:0 Fontaine (44.) | 2:1 Baird (58.) | Schottland |
| Frankreich                                        | Howie verschießt Foulelfmeter (23.) | | Schottland |
| 3. Gruppenspiel                                   | | |            |
| 15. Juni 1958 um 19:00 Uhr in Örebro (Eyravallen) | | |            |
| Zuschauer: 13.554                                 | | |            |
| Schiedsrichter: Juan Regis Brozzi ( Argentinien)  | | |            |
| Spielbericht                                      | | |            |

## Paraguay – Jugoslawien 3:3 (1:2)
| Paraguay                                              | Paraguay | Jugoslawien | Jugoslawien |
| ----------------------------------------------------- | --- | --- | ----------- |
| Paraguay                                              | \| 3. Gruppenspiel \| \| 15. Juni 1958 um 19:00 Uhr in Eskilstuna (Tunavallen) \| \| Zuschauer: 13.103 \| \| Schiedsrichter: Martin Macko ( Tschechoslowakei) \| \| Spielbericht \|                                                  | \| 3. Gruppenspiel \| \| 15. Juni 1958 um 19:00 Uhr in Eskilstuna (Tunavallen) \| \| Zuschauer: 13.103 \| \| Schiedsrichter: Martin Macko ( Tschechoslowakei) \| \| Spielbericht \|                                                  | Jugoslawien |
| Paraguay                                              | Samuel Aguilar – Edelmiro Arévalo, Ignacio Achúcarro – Salvador Villalba – Eligio Echagüe, Juan Bautista Agüero, José Parodi, Jorge Lino Romero, Florencio Amarilla, Juan Vicente Lezcano, Cayetano Ré Cheftrainer: Aurelio González | Vladimir Beara – Tomislav Crnković, Novak Tomić, Dobrosav Krstić – Branko Zebec, Vujadin Boškov – Aleksandar Petaković, Todor Veselinović, Dragoslav Šekularac, Zdravko Rajkov, Radivoje Ognjanović Cheftrainer: Aleksandar Tirnanić | Jugoslawien |
| Paraguay                                              | 1:1 Parodi (20.) 2:2 Agüero (52.) 3:3 Romero (80.) | 0:1 Ognjanović (18.) 1:2 Veselinović (21.) 2:3 Rajkov (73.) | Jugoslawien |
| 3. Gruppenspiel                                       | | |             |
| 15. Juni 1958 um 19:00 Uhr in Eskilstuna (Tunavallen) | | |             |
| Zuschauer: 13.103                                     | | |             |
| Schiedsrichter: Martin Macko ( Tschechoslowakei)      | | |             |
| Spielbericht                                          | | |             |